# ريكستون (فرقة بريطانية)
ريكستون (بالإنجليزية: Rixton)‏ هي فرقة إنجليزية من مانشستر إنجلترا، جمعها مكتشف المواهب سكوتر براون المعروف باكتشاف الفنانين وخاصة النجم العالمى جاستن بيبر تاسست الفرقة عام 2012 قبل تغيير اسم الفرقة إلى Rixton، وتتكون الفرقة من 4 شباب وهم جاك روش بالإنجليزية (Jake Roche) المغنى الرئيسى للفرقة وتشارلي باجنال بالإنجليزية (Charley Bagnall) مغنى على الجيتار وداني ويلكين (Danny Wilkin) يلعب على الباس ولوحة المفاتيح ولويس مورغان (Lewis Morgan) طبال الفرقة.

## البدايات
بدأ جيك روش وداني ويلكين الكتابة معا بعد مغادرتهم المدرسة. وانضم اليهم في وقت لاحق من قبل تشارلي باجنال من خلال أصدقاء مشتركون وأخيرا كان Lewi مورغان الماضي بالإضافة إلى الفرقة بعد الاجتماع مع جيك من خلال فتاة كان يرى في ذلك الوقت. كان المجد الأولي الفرقة من خلال النشرات غطاء نشر على موقع يوتيوب.

## وصلات خارجية
- ريكستون على موقع ميوزك برينز (الإنجليزية)
- ريكستون على موقع ميوزك برينز (الإنجليزية)
- ريكستون على موقع أول ميوزيك (الإنجليزية)
- ريكستون على موقع ديسكوغز (الإنجليزية)